# 南关区
43°52′N 125°21′E / 43.867°N 125.350°E
南关区是吉林省长春市下辖的一个市辖区。位于长春市的中南部。

## 行政区划
南关区下辖21个街道办事处、3个镇、1个乡：
南岭街道、自强街道、民康街道、新春街道、长通街道、全安街道、曙光街道、永吉街道、桃源街道、鸿城街道、明珠街道、富裕街道和幸福乡。

## 人口
根據第七次人口普查數據，截至2020年11月1日零時，南關區常住人口657682人。